# Normanci
Normanci su selo u Hrvatskoj, u regiji Slavonija u Osječko-baranjskoj županiji i pripadaju općini Koška.

## Zemljopisni položaj
Normanci  nalaze se uz državnu cestu D2 (Podravsku magistralu) i željezničku prugu Osijek – Našice te 23 km istočno od Našica i 27 km zapadno od Osijeka u nizini istočnohrvatske ravnice. Selo se nalazi na 94 metara nadmorske visine. Susjedna naselja: zapadno se nalazi Koška, istočno su Topoline a sjeverno se nalaze Harkanovci u sastavu grada Valpova.Pripadajući poštanski broj je 31224 Koška, telefonski pozivni 031 i registarska pločica vozila NA (Našice).

## Stanovništvo
| broj stanovnika |       |       | 46    | 85    | 1076  | 226   | 170   | 548   | 564   | 762   | 840   | 537   | 486   | 487   | 271   | 324   | 269   |
|                 | 1857. | 1869. | 1880. | 1890. | 1900. | 1910. | 1921. | 1931. | 1948. | 1953. | 1961. | 1971. | 1981. | 1991. | 2001. | 2011. | 2021. |

Do 1991. iskazuje se pod imenom Vučkovac. U 1981. smanjeno izdvajanjem dijela područja u samostalno naselje Topoline. Iskazuje se kao dio naselja od 1880., a kao naselje od 1948. Do 1961. sadrži podatke za naselje Topoline.
Prema rezultatima Popisa stanovništva iz 2011. u Normancima je prebivao 324 stanovnika u 111 kućanstava.

## Šport
U selu je postojao do 1991. nogometni klub NK Borac Vučkovac
- NK Slavonija NLT - osnovala mladež tri sela Normanci, Lug Subotički i Topoline u ljeto 2021., klub nastupa u 3. ŽNL Liga NS Našice.

## Poznati mještani
- Katarina Pranješ - hrvatska nogometna reprezentativka

## Ostalo
- Udruga za terapijsko i športsko jahanje "Phenix" Normanci.
- Udruga mladih Normanci

## Vanjske poveznice
- http://koska.hr/
- http://www.hrvatskareprezentacija.hr/  Arhivirana inačica izvorne stranice od 2. ožujka 2021. (Wayback Machine) Katarina-Pranjes-Nova-clanica-zenske-nogometne-reprezentacije-Hrvatske/